# Iglesia de Cristo (Bickertonita)

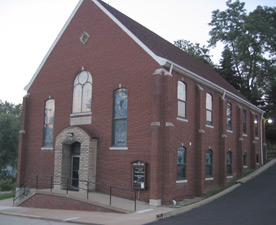
Iglesia de Cristo (Bickertonita) en Monongahela, Condado de Washington, Pensilvania.

La Iglesia de Jesucristo (Bickertonita) es una organización religiosa conocida oficialmente como La Iglesia de Jesucristo con sede en Monongahela, Pensilvania, Estados Unidos. Sus miembros no se identifican como bickertonitas, dicho nombre le fue dado a la iglesia tan solo como un requisito al momento de ser registrada oficialmente. 
La Iglesia de Jesucristo no profesa ser una denominación, estar afiliada o formar parte del Movimiento de los Santos de los Últimos Días; el nombre de Bickertonita fue agregado al de la iglesia porque el gobierno requiere saber el nombre de la congregación al registrarse y también que religión profesa. Se acordó darle el nombre de Bickertonita en memoria del apellido del fundador William Bickerton, los miembros de la iglesia se llaman y son conocidos entre ellos como hermanos (brothers).

## Creencias
La fe y Doctrina que la Iglesia de Jesucristo predica está basada tanto en la Biblia del rey Jacobo como en el Libro de Mormón. La Iglesia de Jesucristo no reconoce ni ha reconocido jamás la Pluralidad de Esposas (Poligamia), el Bautismo por los muertos, etc, que son por mencionar algunas de las enseñanzas que otros grupos "de los últimos días" predican basados en literatura que llaman "revelación de los últimos días". 
La Iglesia de Jesucristo enseña que un ángel de Dios descendió y confirió la autoridad del ministerio a Joseph Smith Jr. y a Oliver Cowdery por medio de la imposición de manos, y no que haya sido recibida por otros medios u otros personajes bíblicos como enseñan algunos grupos de los ya mencionados "Santos de los últimos días". La Iglesia no enseña la doctrina del Sacerdocio Aaronico (Menor) a sus miembros. 
La Iglesia de Jesucristo cree en el bautismo por inmersión en el agua (aguas no estancadas por el hombre, como pilas, estanques o albercas) sólo en aguas como las de ríos, lagos (naturales), manantiales o el mar abierto.
Las personas son bautizadas por los miembros del ministerio, tales como: Ministros (Pastores), Evangelistas o Apóstoles y después de recibir el bautismo por agua, alguno de los miembros del ministerio confiere el "Don del Espíritu Santo" por medio de la imposición de manos sobre la cabeza del recién bautizado.
La Iglesia cree en los dones espirituales como lo mencionan las escrituras, tales como: Don de Lenguas, Interpretación de Lenguas, Sueños, Interpretación de sueños, Sanidades, Milagros, Visiones y Revelaciones, (Las cuales pueden ser dadas a cualquier miembro de la Iglesia y son llevadas a junta ministerial para considerarse como revelación o mensaje).

## Estructura
La Iglesia de Jesucristo está constituida con oficiales tales como: apóstoles, evangelistas, ministros, maestros, diáconos y diaconisas. Tiene también como ayudas a grupos dentro de la membresía de la iglesia como la Asociación Benevolente Misionera, El Círculo de Damas y recientemente Jóvenes En Acción (Youth In Action). Tales grupos no rechazan a nadie que se quiera unir a ellos (sean o no sean miembros de la iglesia) 
La Iglesia de Jesucristo no cree que ningún miembro del ministerio deba cobrar un sueldo por predicar, enseñar, etc. El trabajo de los misioneros y demás miembros del ministerio es voluntario.

## Historia
Los bickertonitas dicen ser los legítimos sucesores de la Iglesia de Cristo organizada por el Profeta Joseph Smith el 6 de abril de 1830. Con la muerte del profeta en 1844, los bickertonitas defienden que el legítimo sucesor debería ser Sidney Rigdon, consejero de la Primera Presidencia y no Brigham Young, el presidente del Quórum de los Doce Apóstoles, al que acabó siguiendo la mayoría de los fieles, y se volvió líder de La Iglesia de Jesucristo de los Santos de los Últimos Días.
El grupo de seguidores de Rigdon se deshizo, con excepción del Anciano William Bickerton, que continuó predicando el Evangelio, bautizando personas y formando el movimiento de la Iglesia de Jesucristo.
Actualmente La Iglesia de Jesucristo tiene ramas en poblaciones como México, Guatemala, Colombia, Venezuela, Ecuador, Perú, Dominica, Canadá, Filipinas, Nepal, Nigeria, Kenia, India, Italia y cuenta con miembros en China, Japón y algunos países de la Unión Europea.